# Shellness
Shellness – wieś w Anglii, w hrabstwie Kent, w dystrykcie Swale. Leży 34 km na północny wschód od miasta Maidstone i 78 km na wschód od centrum Londynu.